# Maria Jeritza
Maria Jeritza (vlastním jménem Marie Jedličková, 6. října 1887 Brno – 10. července 1982 Orange, New Jersey, Spojené státy americké) byla operní pěvkyně, dramatická sopranistka. Kvůli svému silnému hlasu si ve světě získala přízvisko Moravian Thunderbolt („moravské hromobití“).

## Hudební studium
Ještě jako Marie Jedličková studovala na konzervatoři v Brně hru na housle, klavír, violoncello a harfu.
Brzy začala zpívat ve sboru Městského divadla v Brně. Zpěv studovala u S. Anspitzera. Posléze pokračovala ve studiu zpěvu v Praze.

## Operní dráha
V letech 1908–1910 působila Jeritza v Mnichově, kde jí byly přiděleny role pro operetní pěvkyni. Její nadání však vedlo jednoznačně k opernímu zpěvu. V roce 1910 debutovala v Městském divadle v Olomouci v roli Elsy v opeře Richarda Wagnera Lohengrin. V roce 1911 byla angažována ve Vídni v Lidové opeře (Volksoper Wien). Poté zpívala titulní roli v premiérách obou verzí opery Richarda Strausse Ariadna na Naxu (Ariadne auf Naxos), a to v roce 1912 ve Stuttgartu i při uvedení druhé verze v roce 1916 ve Vídni.
V roce 1912 vystupovala Jeritza v Bad Gasteinu, kde ji uslyšel zpívat rakouský císař František Josef I. Panovník se zasadil za její okamžité angažmá v Dvorní opeře (dnešní Vídeňská státní opera). Na této prestižní scéně byla po dlouhá léta největší hvězdou (primadonna assoluta). V roce 1919 zpívala při světové premiéře roli Císařovny v další Straussově opeře Žena beze stínu. Již v roce 1917 byla jmenována komorní pěvkyní a čestnou členkou souboru opery, ve které zpívala až do roku 1935. Po druhé světové válce přispěla finančně na znovuvýstavbu těžce poškozené operní budovy.
V letech 1921–1932 zpívala Maria Jeritza také v Metropolitní opeře v New Yorku . Debutovala zde 19. listopadu 1921 v roli Mariety v opeře Mrtvé město (Die Tote Stadt) skladatele Ericha Wolfganga Korngolda. Osobně se zde zasloužila o uvedení Janáčkovy opery Její pastorkyňa. V „Met“ vystupovala po dobu svého angažmá ve 20 rolích ve 290 představeních. Pražské publikum ji mohlo v Národním divadle vidět a slyšet pouze na pohostinských vystoupeních. Žila střídavě v New Yorku a ve Vídni.
Maria Jeritza měla nádherný hlas, krásný zjev a vynikala též výrazným hereckým talentem. Publikum si úplně podmanila. Byla obdivována jako skvělá interpretka dramaticky vypjatých rolí. Zpívala na mnoha místech po celém světě, kromě v USA (New York) a Rakousku (Vídeň), také v Československu (Praha), Velké Británii (Londýn), Francii, Švédsku, Dánsku, Maďarsku, Rusku a dalších zemích.
Maria Jeritza pomohla šířit slávu českého operního zpěvu a díla Leoše Janáčka ve světě, stejně jako činila její kolegyně Ema Destinnová, která si vydobyla jedno z předních míst mezi sopranistkami světa.
Pro Marii Jeritzu psali přední skladatelé a byla obdivována tisíci operních milovníků. Byla jednou z pěvkyň, kterým Giacomo Puccini svěřil roli Tosky ve své stejnojmenné opeře. V pozdějších letech se pokoušela o operní režii, účinkovala ve zvukových filmech a napsala svůj životopis pod názvem Sunlight and Song (Sluneční svit a píseň).

## Osobní život
Po krátkém dvouletém manželství s mužem jménem Wiener se provdala 13. března 1919 za velmi zámožného šlechtice Friedricha Leopolda Salvatora svobodného pána Poppera z Podhrágy (1886–1953), majitele banky a zámku. Po rozvodu se stal jejím třetím manželem dne 29. července 1935 americký podnikatel a filmový producent z Hollywoodu Winfield R. Sheehan (1883–1945). Po jeho smrti se v roce 1948 provdala za Irvinga Seeryho z New Jersey, kam se také toho roku přestěhovala.
Zemřela ve věku 94 let a je pochovaná na Hřbitově Svatého Kříže (Holy Cross Cemetery) v North Arlingtonu (New Jersey, USA).

## Postavy
- Ariadna (Ariadna na Naxu, Richard Strauss)
- Císařovna (Žena beze stínu, Richard Strauss). Tuto roli zpívala při světové premiéře opery ve Vídni v roce 1919.
- Tosca (Tosca, Giacomo Puccini)
- Carmen (Carmen, Georges Bizet)
- Santuzza (Sedlák kavalír, Pietro Mascagni)
- Alžběta (Tannhäuser, Richard Wagner)
- Sieglinde (Valkýra, Richard Wagner)
- Senta (Bludný Holanďan, Richard Wagner)
- Markétka (Faust, Charles Gounod)
- Helena (Egyptská Helena, Richard Strauss)
- Turandot (Turandot, Giacomo Puccini)
- Marietta (Mrtvé město, Erich Wolfgang Korngold). Tuto roli zpívala v roce 1921 při vídeňské premiéře opery. Jelikož si její Merietty sám skladatel cenil nejvýše, nastudovala tuto roli později i pro první provedení v newyorské Metropolitní opeře.
- Minnie (Děvče ze zlatého Západu, Giacomo Puccini), kterou mimo jiné ztvárnila Ema Destinnová v roce 1910 při světové premiéře v newyorské Metropolitní opeře po boku Enrica Carusa.
- Mařenka (Prodaná nevěsta, Bedřich Smetana)
- Jenůfa (Její pastorkyňa, Leoš Janáček), která jí přinesla ohromný úspěch ve Vídni i v New Yorku.